# Georges Degen
Georges Degen (* 18. Dezember 1928; † 5. Mai 2008) war ein Schweizer Politiker der Progressiven Organisationen der Schweiz (POCH).
Degen war Schriftsetzer. Er studierte an der Universität Zürich Mathematik und schloss mit dem Diplom ab.
Degen trat 1956 aus der Partei der Arbeit aus. Er war 1969 ein Mitbegründer der Progressiven Organisationen der Schweiz. Er gehörte von 1968 bis 1979 und von 1984 bis 1992 dem Grossen Rat des Kantons Basel-Stadt an.
In seinen späten Jahren verteidigte Degen den Finanzplatz Schweiz bzw. die Schweizer Banken gegen Forderungen in den Holocaust-Fonds als Entschädigung einzuzahlen. In diesem Zusammenhang wurden ihm auch antisemitische Unterstellungen vorgeworfen.
Sein Bruder Benjamin Degen war orthodoxer Kommunist und ebenfalls Grossrat.